# Бостан, Элизабета
Элизабе́та Бо́стан (рум. Elisabeta Bostan; род. 1 марта 1931, Бухуши, Румыния) — румынский кинорежиссёр и сценарист. Жена румынского кинодокументалиста Йона Бостана.

## Биография
В 1954 году окончила Институт театра и кино в Бухаресте. Начала свою карьеру как режиссёр-документалист. Ставила фильмы для детей.

## Фильмография

### Режиссёр

#### Документальное кино
- 1958 — Собрание румынских танцев / Culegere de dansuri românești
- 1958 — Наседка с золотыми цыплятами / Dansul 'Cloșca cu puii de aur'
- 1959 — Хора / Hora

#### Игровое кино
- 1961 — Паренёк / Puștiul
- 1964 — Воспоминания детства / Amintiri din copilărie
- 1965 — Сорока с липы / Pupăza din tei (к/м)
- 1968 — Молодость без старости / Tinerețe fără bătrânețe
- 1972 — Вероника / Veronica
- 1975 — Вероника возвращается / Veronica se întoarce
- 1976 — Мама / Mama (СССР—Румыния—Франция)
- 1982 — Клоуны на Северном полюсе / Un saltimbanc la Polul Nord
- 1983 — Клоуны / Saltimbancii (в советском прокате «Этот грустный весёлый цирк»)
- 1985 — Обещания / Promisiuni
- 1987 —  / Zâmbet de soare
- 1987 — Детство, где ты? / Unde ești copilărie?
- 1989 —  / Desene pe asfalt
- 1990 — Достать до солнца / Campioana
- 1991 — Телефон / Telefonul

### Сценарист
- 1964 — Воспоминания детства / Amintiri din copilărie
- 1968 — Молодость без старости / Tinerețe fără bătrânețe
- 1972 — Вероника / Veronica
- 1975 — Вероника возвращается / Veronica se întoarce
- 1983 — Клоуны / Saltimbancii (в советском прокате «Этот грустный весёлый цирк»)
- 1990 — Достать до солнца / Campioana

## Награды
- Офицер ордена «За верную службу» (1 декабря 2000 года, Румыния)[1].